# Гундерсвайлер
Гундерсвайлер (нім. Gundersweiler) — громада в Німеччині, розташована в землі Рейнланд-Пфальц. Входить до складу району Доннерсберг. Складова частина об'єднання громад Роккенгаузен.
Площа — 10,44 км2. Населення становить 508 ос. (станом на 31 грудня 2020).